# Distretto di Gondia
Il distretto di Gondia è un distretto del Maharashtra, in India, di 1 200 151 abitanti. È situato nella divisione di Nagpur e il suo capoluogo è Gondia.